# Gezang van de Lusitaanse bullebak
Gezang van de Lusitaanse bullebak is een hoorspel naar de politieke musical Gesang vom Lusitanischen Popanz (1967) van Peter Weiss. De vertaling was van Christine Cornelius en Ton Mensenkamp, de bewerking van Wim Ramaker. De NCRV zond het hoorspel uit op zondag 29 juli 1973, van 22:40 uur tot 23:55 uur, met muzikale illustraties van Wim van den Braak (slagwerk). De regisseur was Johan Wolder.

## Rolbezetting
- Edmond Classen (Bullebak)
- Els Buitendijk, Mariëlle Fiolet, Guus Hoes, Pauline van Rhenen, Ineke Roosen, Ellen de Thouars & Jaap Wieringa (verdere medewerkenden)

## Inhoud
De musical van Weiss heeft de weerstand van Angola tegen de Portugese koloniale heerschappij tot thema.
Lusitanië is het ene ondeelbare heilige Portugal, de “Bullebak” symboliseert het koloniale bestuur. Op dramatische wijze onthult de auteur hoe een kolonie functioneert. In het slot van het stuk stort iedereen zich op de Bullebak om hem te geven wat hij verdient: “Sla deze bleke man / sla deze lijkenman / dat hij zich nooit meer bij ons kan vertonen.” Het laatste vers houdt een bemoediging in voor de verdrukten en een waarschuwing voor de verdrukkers: “Velen  zijn al in de steden / en in de bosen en bergen / ze slaan hun wapens op en bereiden zorgvuldig voor / de bevrijding / die nabij is…”